# San Martín Texmelucan (kommun i Mexiko)
San Martín Texmelucan är en kommun i Mexiko.   Den ligger i delstaten Puebla, i den sydöstra delen av landet, 80 km öster om huvudstaden Mexico City. Antalet invånare är 141 112. Arean är 71 kvadratkilometer.
Terrängen i San Martín Texmelucan är huvudsakligen platt, men norrut är den kuperad.
Följande samhällen finns i San Martín Texmelucan:
- San Martin Texmelucan de Labastida
- Moyotzingo
- San Rafael Tlanalapan
- San Francisco Tepeyecac
- San Buenaventura Tecaltzingo
- San Miguel Lardizábal
- Los Ángeles
- Colonia San Vicente
- Unidad Petrolera
- Colonia Santa Cruz
- Llano las Piedras
- Llano de Tlahizco
- San Cristóbal Tepatlaxco
- San José los Arcos